# Eupogonius columbianus
Eupogonius columbianus är en skalbaggsart som beskrevs av Stefan von Breuning 1942. Eupogonius columbianus ingår i släktet Eupogonius och familjen långhorningar. Inga underarter finns listade i Catalogue of Life.